# Blood and Magic
Blood and Magic est un jeu vidéo de stratégie en temps réel développé par Tachyon Studios et publié par Interplay en 1996 sur PC. Il se déroule dans le monde imaginaire des Royaumes oubliés, décor de campagne du jeu de rôle Donjons et Dragons. Son système de jeu est dans la continuité des précédents jeux du genre, dont notamment Warcraft: Orcs and Humans, dans lesquels le joueur doit gérer ses ressources, développer sa base et créer une armée pour combattre ses ennemis. Il se distingue cependant de ses prédécesseurs sur plusieurs aspects. C’est en effet l’unité de base du jeu, le golem, qui produit l’unique ressource du jeu, le mana, et qui permet de construire des bâtiments ou de créer des unités en se transformant. Le jeu propose cinq campagnes, constituées chacune de trois missions, et permet de jouer des scénarios simple contre l’ordinateur ou en multijoueur, en réseau local ou sur Internet. À sa sortie, le jeu est très critiqué par le journaliste de Computer Gaming World  qui estime que ses quelques bonnes idées ne parviennent pas à compenser sa réalisation dépassé, son système de jeu trop simple et répétitif, sa faible durée de vie et son intelligence artificielle médiocre. Les critiques de Gen4 et Joystick sont plus enthousiastes et saluent notamment son concept original.

## Trame
Blood and Magic prendre place dans le monde imaginaire des Royaumes oubliés, décor de campagne du jeu de rôle Donjons et Dragons,.

## Système de jeu
Blood and Magic est un jeu de stratégie en temps réel dans la lignée de Warcraft: Orcs and Humans. Comme dans celui-ci, le joueur doit gérer ses ressources, développer sa base et construire une armée pour détruire son adversaire. Le concept du jeu diffère néanmoins des jeux de stratégie en temps réel classiques. En effet, la seule ressource du jeu - le mana – n'est pas collecter sur la carte mais produite par l'unité de base du jeu : les golems. Lorsque ceux-ci sont inactifs, ils se transforment en effet en pyramide transférant automatiquement le mana vers le bâtiment principal du joueur – la forge – qui peut stocker jusqu'à 300 points de mana. Les golems peuvent également être transformés en différents types d'unités de combat en étant amenés auprès d'un des bâtiments destiné à cet effet. Ces bâtiments sont créés en fusionnant quatre golems sur des emplacements disséminés sur la carte. Six types de bâtiments sont disponibles dans le jeu, chacun donnant accès à différents types d'unités (la caserne est par exemple nécessaire pour transformer les golems en guerrier ou en ranger). Pour débloquer certaines unités, comme les dragons ou les spectres, le joueur doit avoir accumulé suffisamment d'expérience en tuant des unités ennemies,.
Le mode solo de Blood and Magic permet au joueur d’apprendre les bases du jeu par l’intermédiaire d’un tutorial, de jouer un scénario simple en choisissant un terrain d’affrontement sur une carte des Royaumes oubliés ou de se lancer dans une des cinq campagnes disponibles. Chaque campagne est associée à un des cinq royaumes de la carte et est composée de trois scénarios, pour un total de quinze scénarios différents. Ces campagnes peuvent être jouées avec l’une ou l’autre des factions. Une fois ces campagnes terminées, le joueur peut créer son propre personnage et jouer une campagne aléatoire, composées des mêmes scénarios qui s’enchaine dans un ordre aléatoire. Au terme de celle-ci, le jeu informe le joueur de son alignement (bon ou mauvais, chaotique ou loyal) et des points de victoires accumulés. Le jeu propose également un mode multijoueur qui permet de jouer à deux par modem ou en réseau local,.

## Publication
Avec Descent to Undermountain, il fait partie d'une nouvelle collection de jeu édité par Interplay et s'inspirant de l'univers de Donjons et Dragons. 

## Accueil
| Blood and Magic       |      |       |
| Média                 | Pays | Notes |
| Computer Gaming World | US   | 1,5/5 |
| GameSpot              | US   | 65 %  |
| Gamezilla             | US   | 87 %  |
| Gen4                  | FR   | 3/5   |
| Joystick              | FR   | 80 %  |

À sa sortie, Blood and Magic est très critiqué par le journaliste Arinn Dembo du magazine Computer Gaming World qui le juge loin de pouvoir rivaliser avec les ténors du genre, comme Warcraft: Orcs and Humans, sur lesquels il a plusieurs années de retard. Il estime en effet qu’il souffre de plusieurs problèmes majeurs. D’abord sur le plan technique, avec « des graphismes, des effets sonores et des animations dépassées ». Ensuite sur le plan du gameplay, avec un système de jeu intéressant mais limité, une durée de vie trop faible et un côté répétitif que le point fort du jeu, ses unités issues du bestiaire de Donjons et Dragons, ne parvient pas à compenser. Enfin, s’il considère son « interface intuitive et facile à utiliser », il estime que le jeu est desservi par une intelligence artificielle médiocre, que ce soit pour les unités ou le camp adverse. Il conclut donc ne pas pouvoir le recommandé en expliquant que malgré quelques bonnes idées, il n’offre pas suffisamment d’intérêt pour justifier son achat.
Le journaliste Eric Ernaux du magazine Gen4  est moins critique et juge au contraire que malgré ses « graphismes pas terrible », « Blood and Magic constitue une bonne surprise ». Il juge en effet que s’il n’a pas la richesse stratégique de Warcraft, il ne souffre pas trop de la comparaison avec ce dernier grâce notamment à son « principe sympa et original » et à sa dimension jeu de rôle. Le journaliste Seb du magazine Joystick  est encore plus enthousiaste et le juge au contraire « très réussi au niveau graphique », avec ses personnages jolis et superbement animés. Sur le plan du gameplay, il salue notamment son interface simple à maitriser, sa grande variété d’unités et sa « durée de vie honorable ». Il regrette en revanche son aspect stratégique peu développé et presque uniquement axé sur les combats, ainsi que la relative lenteur du jeu, mais conclut néanmoins qu’il s’agit d’un jeu « très intéressant », dont l’intérêt est rehaussé par son mode multijoueur.